# ルース・カーディフ国際空港駅
ルース・カーディフ国際空港駅（ルース・カーディフこくさいくうこうえき、英語:  Rhoose Cardiff International Airport、ウェールズ語: Maes Awyr Rhyngwladol Caerdydd Y Rhws）は、イギリス・ウェールズのヴェール・オブ・グラモーガンのルースにある、ウェールズ鉄道交通サービスヴェール・オブ・グラモーガン線の駅。カーディフ空港の最寄り駅で、専用のシャトルバスが当駅と空港ターミナルビルを結んでいる。
カーディフ中央駅からは西に11.5マイル (18.5 km)の距離にある。旅客運行はカーディフとその周辺地域にサービスを提供する都市鉄道ネットワークであるValleys & Cardiff Local Routesの一部である。
1897年にルース駅（英語: Rhoose）として開業した。1964年にヴェール・オブ・グラモーガン線は「ビーチング・アックス」によって廃線となり、ルース駅も廃駅となった。2005年に同線が復活し、ルースにはルース・カーディフ国際空港駅が開業した。

## 名前
- 英語: Rhoose Cardiff International Airport
- ウェールズ語: Maes Awyr Rhyngwladol Caerdydd Y Rhws

英語では33文字、ウェールズ語では28文字（いずれも空白除く）となり、これはナショナル・レールが認定した駅の中では最長の駅名となる。
なお同じくウェールズにあるノース・ウェールズ・コースト線のスランヴァイルプール駅の別称「スランヴァイルプールグウィンギルゴゲリッヒルンドロブールスランティシリオゴゴゴッホ駅（Llanfairpwllgwyngyllgogerychwyrndrobwllllantysiliogogogoch)」が最長の駅名として主張されることもあるが、こちらは長大語となるように意図的につくられた非公式な自称である。また2007年まで私鉄のフェアボーン鉄道のゴルフハルト駅は「Gorsafawddachaidraigddanheddogleddollônpenrhynareurdraethceredigion駅」と称していたが、これはスランヴァイルプール駅の自称に対抗すべく作られた「擬似ウェールズ語」の駅名で、ウェールズ語としては文法的な誤りが存在する。

## 列車の運行
月曜日から土曜日までは、西方面のブリジェンド駅行きの列車が1時間ごとに運行される。東方面のカーディフ中央駅行きの列車は1時間ごとに運行され、さらにカーディフ・クイーン・ストリート駅、リムニー駅まで運行される。日曜日は、各方向とも2時間ごとに運行され、東方面の列車はカーディフ中央駅で終点となる（2024年12月時点）。

## 隣の駅
ヴェール・オブ・グラモーガン線
バリー駅 - ルース・カーディフ国際空港駅 - ラントウィット・メジャー駅
かつてはルース・カーディフ国際空港駅とラントウィット・メジャー駅の間にはAberthaw駅、Gileston駅、セント・アセン駅が存在したが、いずれも廃駅となっている。